# Zamarada phygas
Zamarada phygas är en fjärilsart som beskrevs av Louis Beethoven Prout 1928. Zamarada phygas ingår i släktet Zamarada och familjen mätare. Inga underarter finns listade i Catalogue of Life.